# Epidola
Epidola é um gênero de traça pertencente à família Agonoxenidae.